# Bleed Out
| Recensione | Giudizio |
| ---------- | -------- |
| Kerrang!   | 4/5      |

Bleed Out è l'ottavo album in studio del gruppo musicale olandese Within Temptation, pubblicato nel 2023. Si tratta di un album rock sinfonico, con elementi symphonic metal, doom metal, djent, e gothic metal.

## Tracce
Testi e musiche di Daniel Gibson, Robert Westerholt e Sharon den Adel, eccetto dove indicato.
Edizione Standard
1. We Go to War – 4:19 (Daniel Gibson, Robert Westerholt, Sharon den Adel, Mathijs Tieken)
2. Bleed Out – 4:30
3. Wireless – 4:41 (Daniel Gibson, Robert Westerholt, Sharon den Adel, Mathijs Tieken)
4. Worth Dying For – 4:53
5. Ritual – 3:36
6. Cyanide Love – 4:04
7. The Purge – 4:16
8. Don't Pray for Me – 3:41
9. Shed My Skin (featuring Annisokay) – 4:30
10. Unbroken – 5:08
11. Entertain You – 3:31 (Daniel Gibson, Robert Westerholt, Sharon den Adel, Mathijs Tieken)

Disco 2 Edizione Limitata
1. We Go to War (instrumental) – 4:19 (Daniel Gibson, Robert Westerholt, Sharon den Adel, Mathijs Tieken)
2. Bleed Out (instrumental) – 4:30
3. Wireless (instrumental) – 4:41 (Daniel Gibson, Robert Westerholt, Sharon den Adel, Mathijs Tieken)
4. Worth Dying For (instrumental) – 4:53
5. Ritual (instrumental) – 3:36
6. Cyanide Love (instrumental) – 4:04
7. The Purge (instrumental) – 4:16
8. Don't Pray for Me (instrumental) – 3:41
9. Shed My Skin (instrumental) – 4:30
10. Unbroken (instrumental) – 5:08
11. Entertain You (instrumental) – 3:31 (Daniel Gibson, Robert Westerholt, Sharon den Adel, Mathijs Tieken)

## Formazione
Within Temptation
- Sharon den Adel – voce
- Ruud Jolie – chitarra
- Stefan Helleblad – chitarra
- Jeroen van Veen – basso
- Martijn Spierenburg – tastiera
- Mike Coolen – batteria

Altri musicisti
- Christoph Wieczorek – voce (9)
- Rudi Schwarzer – voce growl (9)
- Daniel Gibson – voce (11), cori (2, 8)